# Szlovénia a 2022. évi téli olimpiai játékokon
Szlovénia a kínai Pekingben megrendezett 2022. évi téli olimpiai játékok egyik részt vevő nemzete volt. Az országot az olimpián 6 sportágban 42 sportoló képviselte, akik összesen 7 érmet szereztek.

## Érmesek
| Érem  | Versenyző                                       | Sportág   | Versenyszám                 |
| ----- | ----------------------------------------------- | --------- | --------------------------- |
| Arany | Urša Bogataj                                    | Síugrás   | Női egyéni, normálsánc      |
| Arany | Nika Križnar Timi Zajc Urša Bogataj Peter Prevc | Síugrás   | Vegyes csapatverseny        |
| Ezüst | Žan Kranjec                                     | Alpesisí  | Férfi óriás-műlesiklás      |
| Ezüst | Lovro Kos Cene Prevc Timi Zajc Peter Prevc      | Síugrás   | Férfi csapatverseny         |
| Ezüst | Tim Mastnak                                     | Snowboard | Férfi parallel giant slalom |
| Bronz | Nika Križnar                                    | Síugrás   | Női egyéni, normálsánc      |
| Bronz | Gloria Kotnik                                   | Snowboard | Női parallel giant slalom   |

## Alpesisí
Férfi
| Versenyző       | Versenyszám            | 1. futam      | 1. futam      | 2. futam | 2. futam | Összesítés    | Összesítés               |
| Versenyző       | Versenyszám            | Idő           | Hely.         | Idő      | Hely.    | Idő           | Helyezés                 |
| --------------- | ---------------------- | ------------- | ------------- | -------- | -------- | ------------- | ------------------------ |
| Miha Hrobat     | Lesiklás               |               |               |          |          | 1:44:71       | 24.                      |
| Miha Hrobat     | Szuperóriás-műlesiklás |               |               |          |          | nem ért célba | nem ért célba            |
| Boštjan Kline   | Lesiklás               |               |               |          |          | 1:43:75       | 10.                      |
| Boštjan Kline   | Szuperóriás-műlesiklás |               |               |          |          | 1:22,55       | 20.                      |
| Žan Kranjec     | Óriás-műlesiklás       | 1:03,71       | 8.            | 1:05,83  | 1.       | 2:09,54       | 2. helyezett, ezüstérmes |
| Žan Kranjec     | Műlesiklás             | nem ért célba | nem ért célba | kiesett  | kiesett  | kiesett       | kiesett                  |
| Nejc Naraločnik | Lesiklás               |               |               |          |          | nem ért célba | nem ért célba            |
| Nejc Naraločnik | Szuperóriás-műlesiklás |               |               |          |          | 1:23,08       | 24.                      |

| Versenyző       | Versenyszám | Lesiklás      | Lesiklás      | Műlesiklás | Műlesiklás | Összesítés | Összesítés |
| Versenyző       | Versenyszám | Idő           | Hely.         | Idő        | Hely.      | Idő        | Helyezés   |
| --------------- | ----------- | ------------- | ------------- | ---------- | ---------- | ---------- | ---------- |
| Miha Hrobat     | Összetett   | nem ért célba | nem ért célba | kiesett    | kiesett    | kiesett    | kiesett    |
| Nejc Naraločnik | Összetett   | nem ért célba | nem ért célba | kiesett    | kiesett    | kiesett    | kiesett    |

Női
| Versenyző          | Versenyszám            | 1. futam      | 1. futam      | 2. futam      | 2. futam      | Összesítés | Összesítés |
| Versenyző          | Versenyszám            | Idő           | Hely.         | Idő           | Hely.         | Idő        | Helyezés   |
| ------------------ | ---------------------- | ------------- | ------------- | ------------- | ------------- | ---------- | ---------- |
| Ana Bucik          | Óriás-műlesiklás       | 59,42         | 16.           | 58,47         | 11.           | 1:57,89    | 11.        |
| Ana Bucik          | Műlesiklás             | 53,73         | 14.           | 52,94         | 7.            | 1:46,67    | 11.        |
| Neja Dvornik       | Műlesiklás             | nem ért célba | nem ért célba | kiesett       | kiesett       | kiesett    | kiesett    |
| Meta Hrovat        | Óriás-műlesiklás       | 58,48         | 4.            | 58,56         | 13.           | 1:57,04    | 7.         |
| Meta Hrovat        | Műlesiklás             | nem ért célba | nem ért célba | kiesett       | kiesett       | kiesett    | kiesett    |
| Tina Robnik        | Óriás-műlesiklás       | 1:00,18       | 21.           | 58,72         | 15.           | 1:58,90    | 18.        |
| Maruša Ferk Saioni | Lesiklás               |               |               |               |               | 1:34,99    | 23.        |
| Maruša Ferk Saioni | Szuperóriás-műlesiklás |               |               |               |               | 1:15,72    | 23.        |
| Andreja Slokar     | Óriás-műlesiklás       | 1:00,08       | 20.           | nem ért célba | nem ért célba | kiesett    | kiesett    |
| Andreja Slokar     | Műlesiklás             | 52,64         | 4.            | 52,56         | 5.            | 1:45,20    | 5.         |
| Ilka Štuhec        | Lesiklás               |               |               |               |               | 1:34,88    | 22.        |

| Versenyző          | Versenyszám | Lesiklás | Lesiklás | Műlesiklás | Műlesiklás | Összesítés | Összesítés |
| Versenyző          | Versenyszám | Idő      | Hely.    | Idő        | Hely.      | Idő        | Helyezés   |
| ------------------ | ----------- | -------- | -------- | ---------- | ---------- | ---------- | ---------- |
| Maruša Ferk Saioni | Összetett   | 1:33,07  | 6.       | 57,05      | 8.         | 2:30,12    | 9.         |

Vegyes
| Versenyző                                                    | Versenyszám | Nyolcaddöntő           | Negyeddöntő            | Elődöntő          | Döntő             | Helyezés |
| Versenyző                                                    | Versenyszám | Ellenfél Eredmény      | Ellenfél Eredmény      | Ellenfél Eredmény | Ellenfél Eredmény | Helyezés |
| ------------------------------------------------------------ | ----------- | ---------------------- | ---------------------- | ----------------- | ----------------- | -------- |
| Žan Kranjec Miha Hrobat Ana Bucik Andreja Slokar Tina Robnik | Vegyes      | Kanada (CAN) · Gy 2*–2 | Ausztria (AUT) · V 1–3 | kiesett           | kiesett           | 7.       |

## Biatlon
Férfi
| Versenyző                                    | Versenyszám            | Időeredmény | Lövőhiba    | Helyezés |
| -------------------------------------------- | ---------------------- | ----------- | ----------- | -------- |
| Miha Dovžan                                  | 20 km egyéni indításos | 53:39,4     | 2 (0+0+0+2) | 38.      |
| Miha Dovžan                                  | 10 km sprint           | 26:53,1     | 2 (2+0)     | 62.      |
| Jakov Fak                                    | 20 km egyéni indításos | 52:48,0     | 3 (1+1+0+1) | 29.      |
| Jakov Fak                                    | 10 km sprint           | 25:48,0     | 1 (0+1)     | 26.      |
| Jakov Fak                                    | 12,5 km üldözőverseny  | 43:58,9     | 5 (1+2+1+1) | 29.      |
| Lovro Planko                                 | 20 km egyéni indításos | 54:27,9     | 4 (2+1+0+1) | 46.      |
| Lovro Planko                                 | 10 km sprint           | 26:22,3     | 2 (0+2)     | 42.      |
| Lovro Planko                                 | 12,5 km üldözőverseny  | 47:31,6     | 8 (2+2+2+2) | 56.      |
| Rok Tršan                                    | 20 km egyéni indításos | 55:14,7     | 1 (1+0+0+0) | 54.      |
| Rok Tršan                                    | 10 km sprint           | 27:45,7     | 1 (0+1)     | 86.      |
| Miha Dovžan Jakov Fak Lovro Planko Rok Tršan | 4 × 7,5 km váltó       | 1:24:09,6   | 10 (0+10)   | 11.      |

Női
| Versenyző        | Versenyszám            | Időeredmény | Lövőhiba    | Helyezés |
| ---------------- | ---------------------- | ----------- | ----------- | -------- |
| Polona Klemenčič | 15 km egyéni indításos | 48:18,8     | 2 (0+2+0+0) | 29.      |
| Polona Klemenčič | 7,5 km sprint          | 23:31,2     | 2 (1+1)     | 59.      |
| Polona Klemenčič | 10 km üldözőverseny    | 41:31,5     | 4 (0+1+2+1) | 51.      |
| Živa Klemenčič   | 15 km egyéni indításos | 51:51,6     | 4 (0+1+0+3) | 64.      |
| Živa Klemenčič   | 7,5 km sprint          | 24:43,6     | 3 (3+0)     | 79.      |

Vegyes
| Versenyző                                             | Versenyszám  | Időeredmény | Lövőhiba | Helyezés |
| ----------------------------------------------------- | ------------ | ----------- | -------- | -------- |
| Miha Dovžan Jakov Fak Polona Klemenčič Živa Klemenčič | Vegyes váltó | lekörözték  | 4+10     | 20.      |

## Északi összetett
| Versenyző    | Versenyszám        | Síugrás | Síugrás | Síugrás | Síugrás    | Sífutás | Sífutás | Összesítés | Összesítés |
| Versenyző    | Versenyszám        | Táv     | Pont    | Hely.   | Időhátrány | Idő     | Hely.   | Idő        | Helyezés   |
| ------------ | ------------------ | ------- | ------- | ------- | ---------- | ------- | ------- | ---------- | ---------- |
| Vid Vrhovnik | Normálsánc + 10 km | 91,5    | 88,0    | 31.     | +3:00      | 27:34,5 | 39.     | 30:34,5    | 37.        |
| Vid Vrhovnik | Nagysánc + 10 km   | 114,0   | 82,4    | 34.     | +3:50      | 28:11,8 | 41.     | 32:01,8    | 36.        |

## Sífutás
Távolsági
Férfi
| Versenyző                                    | Versenyszám     | Klasszikus | Klasszikus | Szabad     | Szabad     | Összesen   | Összesen |
| Versenyző                                    | Versenyszám     | Idő        | Hely.      | Idő        | Hely.      | Idő        | Helyezés |
| -------------------------------------------- | --------------- | ---------- | ---------- | ---------- | ---------- | ---------- | -------- |
| Vili Črv                                     | 15 km           |            |            |            |            | 44:12,9    | 69.      |
| Miha Ličef                                   | 15 km           |            |            |            |            | 42:43,4    | 55.      |
| Miha Ličef                                   | 30 km           | 44:39,3    | 54.        | lekörözték | lekörözték | lekörözték | 56.      |
| Miha Šimenc                                  | 15 km           |            |            |            |            | 44:20,8    | 71.      |
| Miha Šimenc Miha Ličef Vili Črv Janez Lampič | 4 × 10 km váltó |            |            |            |            | lekörözték | 14.      |

Női
| Versenyző        | Versenyszám | Klasszikus | Klasszikus | Szabad  | Szabad | Összesen  | Összesen |
| Versenyző        | Versenyszám | Idő        | Hely.      | Idő     | Hely.  | Idő       | Helyezés |
| ---------------- | ----------- | ---------- | ---------- | ------- | ------ | --------- | -------- |
| Anita Klemenčič  | 10 km       |            |            |         |        | 33:09,3   | 62.      |
| Anita Klemenčič  | 30 km       |            |            |         |        | 1:46:37,6 | 59.      |
| Anamarija Lampič | 10 km       |            |            |         |        | 29:55,0   | 17.      |
| Anja Mandeljc    | 10 km       |            |            |         |        | 33:19,5   | 66.      |
| Neža Žerjav      | 10 km       |            |            |         |        | 33:56,8   | 71.      |
| Neža Žerjav      | 15 km       | 27:07,4    | 56.        | 24:27,5 | 47.    | 52:33,1   | 55.      |
| Neža Žerjav      | 30 km       |            |            |         |        | 1:42:14,2 | 53.      |

Sprint
| Versenyző                  | Versenyszám         | Selejtező | Selejtező | Negyeddöntő | Negyeddöntő | Elődöntő | Elődöntő | Döntő   | Helyezés |
| Versenyző                  | Versenyszám         | Idő       | Hely.     | Idő         | Hely.       | Idő      | Hely.    | Idő     | Helyezés |
| -------------------------- | ------------------- | --------- | --------- | ----------- | ----------- | -------- | -------- | ------- | -------- |
| Vili Črv                   | Férfi egyéni sprint | 2:57,39   | 42.       | kiesett     | kiesett     | kiesett  | kiesett  | kiesett | 42.      |
| Janez Lampič               | Férfi egyéni sprint | 3:09,95   | 74.       | kiesett     | kiesett     | kiesett  | kiesett  | kiesett | 74.      |
| Miha Ličef                 | Férfi egyéni sprint | 3:05,98   | 65.       | kiesett     | kiesett     | kiesett  | kiesett  | kiesett | 65.      |
| Miha Šimenc                | Férfi egyéni sprint | 2:58,14   | 44.       | kiesett     | kiesett     | kiesett  | kiesett  | kiesett | 44.      |
| Vili Črv Miha Šimenc       | Férfi csapatsprint  |           |           |             |             | 20:43,03 | 8.       | kiesett | 16.      |
| Anita Klemenčič            | Női egyéni sprint   | 3:34,12   | 55.       | kiesett     | kiesett     | kiesett  | kiesett  | kiesett | 55.      |
| Anamarija Lampič           | Női egyéni sprint   | 3:22,93   | 26.       | 3:18,60     | 3.          | 3:19,26  | 6.       | kiesett | 12.      |
| Anja Mandeljc              | Női egyéni sprint   | 3:35,90   | 59.       | kiesett     | kiesett     | kiesett  | kiesett  | kiesett | 59.      |
| Eva Urevc                  | Női egyéni sprint   | 3:30,43   | 46.       | kiesett     | kiesett     | kiesett  | kiesett  | kiesett | 46.      |
| Anamarija Lampič Eva Urevc | Női csapatsprint    |           |           |             |             | 24:10,14 | 7.       | kiesett | 14.      |

## Síugrás
Férfi
| Versenyző                                  | Versenyszám   | Selejtező | Selejtező | Selejtező | 1. ugrás | 1. ugrás | 1. ugrás | 2. ugrás | 2. ugrás | 2. ugrás | Összesítés | Összesítés               |
| Versenyző                                  | Versenyszám   | Táv       | Pont      | Hely.     | Táv      | Pont     | Hely.    | Táv      | Pont     | Hely.    | Pont       | Helyezés                 |
| ------------------------------------------ | ------------- | --------- | --------- | --------- | -------- | -------- | -------- | -------- | -------- | -------- | ---------- | ------------------------ |
| Lovro Kos                                  | Nagysánc      | 125,0     | 114,9     | 19.       | 135,0    | 130,7    | 13.      | 136,5    | 137,7    | 6.       | 268,4      | 11.                      |
| Lovro Kos                                  | Normálsánc    | 87,0      | 79,0      | 35.       | 95,0     | 120,9    | 28.      | 92,0     | 108,7    | 28.      | 229,6      | 28.                      |
| Anže Lanišek                               | Normálsánc    | 94,0      | 98,5      | 15.       | 99,0     | 130,6    | 9.       | 98,0     | 123,0    | 17.      | 253,6      | 13.                      |
| Cene Prevc                                 | Nagysánc      | 128,5     | 121,1     | 10.       | 135,0    | 131,6    | 10.      | 137,0    | 136,5    | 9.       | 268,1      | 12.                      |
| Peter Prevc                                | Normálsánc    | 82,0      | 77,0      | 38.       | 103,0    | 139,2    | 2.       | 99,5     | 126,2    | 8.       | 265,4      | 4.                       |
| Peter Prevc                                | Nagysánc      | 131,0     | 128,3     | 3.        | 137,0    | 131,3    | 12.      | 137,0    | 137,4    | 7.       | 268,7      | 10.                      |
| Timi Zajc                                  | Normálsánc    | 88,0      | 84,3      | 30.       | 97,0     | 128,2    | 18.      | 104,5    | 131,1    | 4.       | 259,3      | 9.                       |
| Timi Zajc                                  | Nagysánc      | 120,0     | 101,1     | 33.       | 138,5    | 140,7    | 3.       | 130,5    | 132,5    | 14.      | 273,2      | 6.                       |
| Lovro Kos Cene Prevc Peter Prevc Timi Zajc | Csapatverseny |           |           |           | 519,0    | 467,4    | 1.       | 505,0    | 467,0    | 3.       | 934,4      | 2. helyezett, ezüstérmes |

Női
| Versenyző    | Versenyszám | Első forduló | Első forduló | Első forduló | Döntő | Döntő | Döntő | Összesítés | Összesítés               |
| Versenyző    | Versenyszám | Táv          | Pont         | Hely.        | Táv   | Pont  | Hely. | Pont       | Helyezés                 |
| ------------ | ----------- | ------------ | ------------ | ------------ | ----- | ----- | ----- | ---------- | ------------------------ |
| Urša Bogataj | Normálsánc  | 108,0        | 118,0        | 2.           | 100,0 | 121,0 | 1.    | 239,0      | 1. helyezett, aranyérmes |
| Ema Klinec   | Normálsánc  | 100,0        | 112,1        | 4.           | 90,5  | 103,3 | 6.    | 215,4      | 5.                       |
| Nika Križnar | Normálsánc  | 103,0        | 113,9        | 3.           | 99,5  | 118,1 | 2.    | 232,0      | 3. helyezett, bronzérmes |
| Špela Rogelj | Normálsánc  | 93,0         | 101,7        | 9.           | 82,0  | 82,5  | 18.   | 184,2      | 9.                       |

Vegyes
| Versenyző                                       | Versenyszám   | Első forduló | Első forduló | Első forduló | Döntő | Döntő | Döntő | Összesítés | Összesítés               |
| Versenyző                                       | Versenyszám   | Táv          | Pont         | Hely.        | Táv   | Pont  | Hely. | Pont       | Helyezés                 |
| ----------------------------------------------- | ------------- | ------------ | ------------ | ------------ | ----- | ----- | ----- | ---------- | ------------------------ |
| Urša Bogataj Nika Križnar Peter Prevc Timi Zajc | Csapatverseny | 406,0        | 506,4        | 1.           | 401,0 | 495,1 | 1.    | 1001,5     | 1. helyezett, aranyérmes |

## Snowboard
Akrobatika
Férfi
| Versenyző  | Versenyszám | Selejtező | Selejtező | Selejtező     | Selejtező | Döntő    | Döntő    | Döntő    | Döntő         | Helyezés |
| Versenyző  | Versenyszám | 1. futam  | 2. futam  | Jobb eredmény | Hely.     | 1. futam | 2. futam | 3. futam | Jobb eredmény | Helyezés |
| ---------- | ----------- | --------- | --------- | ------------- | --------- | -------- | -------- | -------- | ------------- | -------- |
| Tit Štante | Halfpipe    | 18,25     | 5,75      | 18,25         | 22.       | kiesett  | kiesett  | kiesett  | kiesett       | 22.      |

Női
| Versenyző      | Versenyszám | Selejtező | Selejtező | Selejtező | Selejtező     | Selejtező | Döntő    | Döntő    | Döntő    | Döntő         | Helyezés |
| Versenyző      | Versenyszám | 1. futam  | 2. futam  | 3. futam  | Jobb eredmény | Hely.     | 1. futam | 2. futam | 3. futam | Jobb eredmény | Helyezés |
| -------------- | ----------- | --------- | --------- | --------- | ------------- | --------- | -------- | -------- | -------- | ------------- | -------- |
| Urška Pribošič | Big air     | 43,00     | 25,75     | 63,75     | 106,75        | 18.       | kiesett  | kiesett  | kiesett  | kiesett       | 18.      |
| Urška Pribošič | Slopestyle  | 27,48     | 32,00     |           | 32,00         | 24.       | kiesett  | kiesett  | kiesett  | kiesett       | 24.      |

Parallel giant slalom
| Versenyző     | Versenyszám | Selejtező | Selejtező | Nyolcaddöntő                               | Negyeddöntő                    | Elődöntő                       | Döntő                                      | Helyezés                 |
| Versenyző     | Versenyszám | Idő       | Hely.     | Ellenfél Eredmény                          | Ellenfél Eredmény              | Ellenfél Eredmény              | Ellenfél Eredmény                          | Helyezés                 |
| ------------- | ----------- | --------- | --------- | ------------------------------------------ | ------------------------------ | ------------------------------ | ------------------------------------------ | ------------------------ |
| Žan Košir     | Férfi       | 1:22,16   | 11.       | Roland Fischnaller (ITA) · V nem ért célba | kiesett                        | kiesett                        | kiesett                                    | 11.                      |
| Rok Marguč    | Férfi       | 1:24,38   | 25.       | kiesett                                    | kiesett                        | kiesett                        | kiesett                                    | 25.                      |
| Tim Mastnak   | Férfi       | 1:21,43   | 4.        | Yannik Angenend (GER) · Gy                 | Oskar Kwiatkowski (POL) · Gy   | Vic Wild (ROC) · Gy            | Benjamin Karl (AUT) · V +0,82              | 2. helyezett, ezüstérmes |
| Gloria Kotnik | Női         | 1:28,78   | 14.       | Tsubaki Miki (JPN) · Gy                    | Carolin Langenhorst (GER) · Gy | Daniela Ulbing (AUT) · V +0,21 | Bronzmérkőzés · Michelle Dekker (NED) · Gy | 3. helyezett, bronzérmes |